# Pelzseide

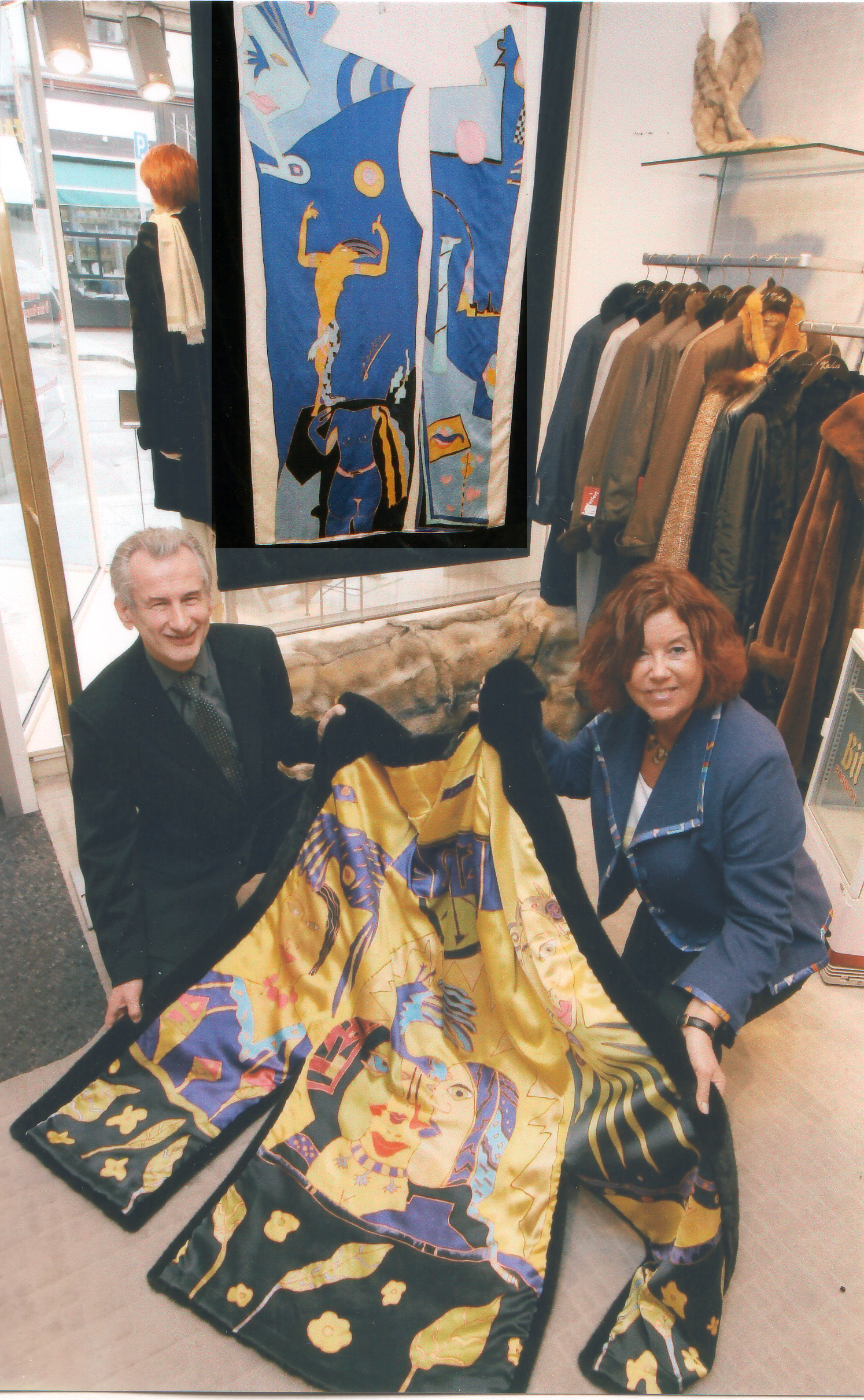
Handbemaltes Futter in einem Nerzmantel (2006)

Pelzseiden oder Pelzfutter sind im Besonderen die speziell zur Abfütterung von Pelzbekleidung hergestellten Stoffe im Seidencharakter, allgemeiner gefasst alle hierfür verwendeten seidenähnlichen Stoffe. Die meisten mit dem Haar nach außen zu tragenden Pelzbekleidungen erhalten ein Seidenfutter. Es soll das Fellleder mit seinen Nähten und Abnähern sowie die Einlagen verdecken, die Gleitfähigkeit beim An- und Ausziehen erhöhen, den Fall des Kleidungsstückes verbessern und ihm ein gutes Innenaussehen geben.
Für Pelzinnenfutter, die in Textilbekleidung eingearbeiteten Fellfutter, siehe bei Pelzinnenfutter.

## Allgemein
Wie auch im Textilbereich üblich, werden alle den reinen Seidenfuttern ähnlichen Futterstoffe als Futterseide bezeichnet, reine Seide wird jedoch aus dem Kokon der Seidenraupe gewonnen. Im Handel dürfen Erzeugnisse aus Chemiefasern deshalb nicht ohne einen entsprechenden Hinweis als „Seide“ bezeichnet werden. Die ursprünglich meist aus cellulosischen Filamentgarnen hergestellten Futter wurden als Kunstseide gehandelt, der Begriff ist inzwischen veraltet. Klassische Pelzfutterseiden waren oder sind: Crêpe de Chine, Crêpesatin, Crêpe marocain, Crêpe Georgette, Seidenmassée und Brokat, für einfachere Mäntel noch Halbseidenbrokate. Halbseide ist die Bezeichnung für ein Gewebe, bei dem der nach dem Einfüttern obenliegende Kettfaden aus Seide besteht, in der anderen Fadenrichtung aus einer anderen Faser.
Die Fütterung der Pelze unterliegt der jeweiligen Mode, sowohl in Bezug auf die Farbe wie auch auf die Fütterungsart.
Wegen der Langlebigkeit des Produkts werden für Pelzmäntel und -jacken meist haltbarere Futterstoffe, als die in der Textilbranche häufig üblichen, sehr leichten Tafte verwendet. Die typischen Pelzfutter werden über den Pelzzutatenhandel zwischengehandelt.

## Geschichte, Beschreibung

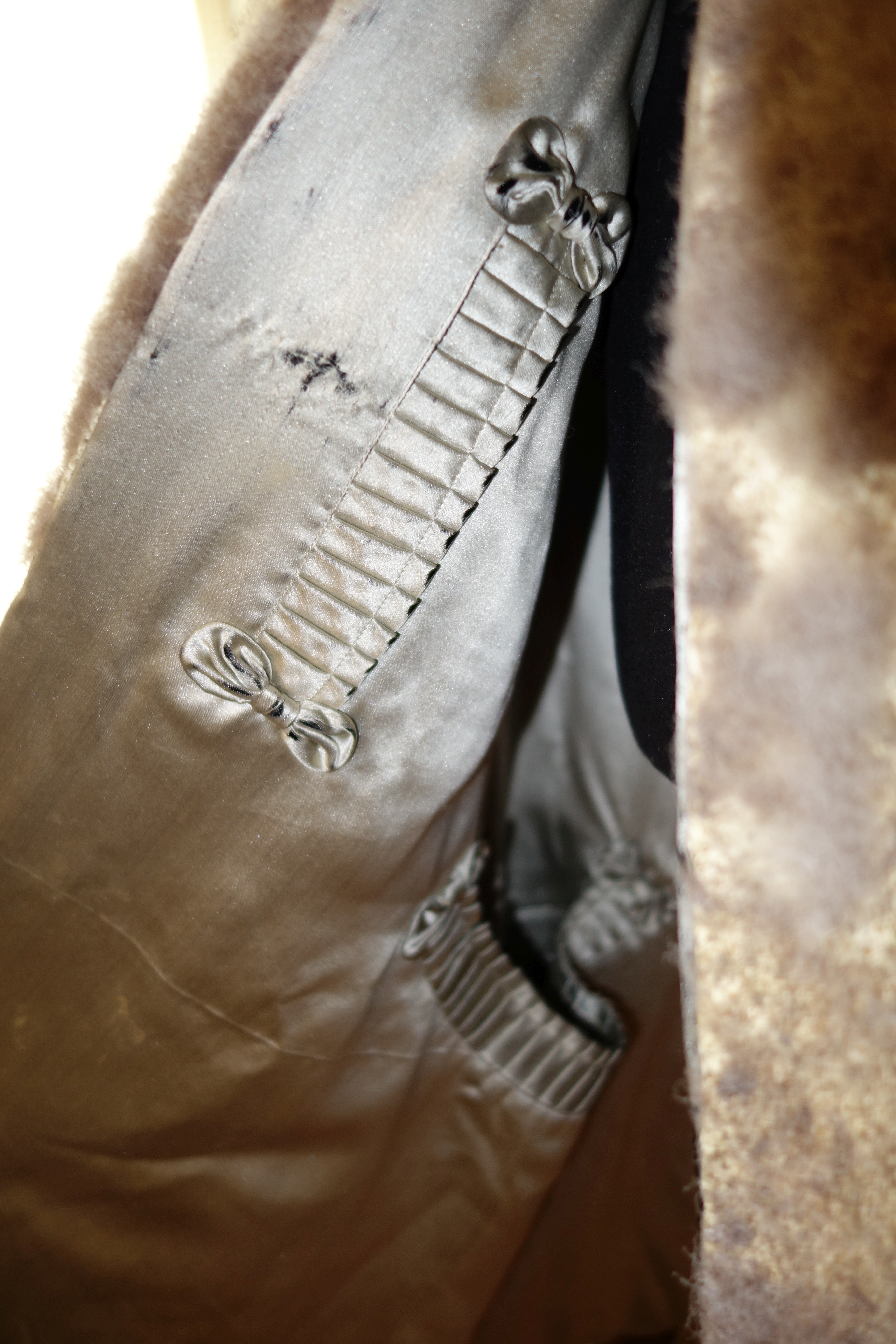
Innenverarbeitung des Schwanenpelzes der Musikerin Clara Schumann (hergestellt vor 1896)

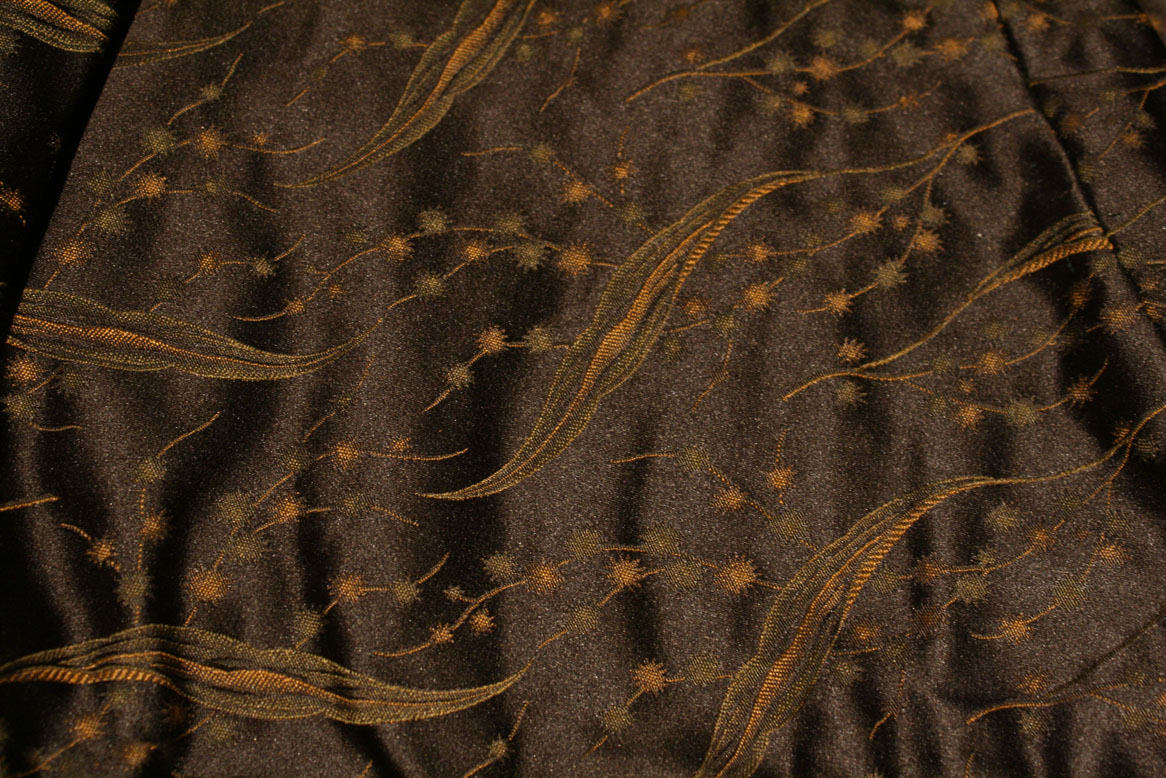
Blatt-Dessin …
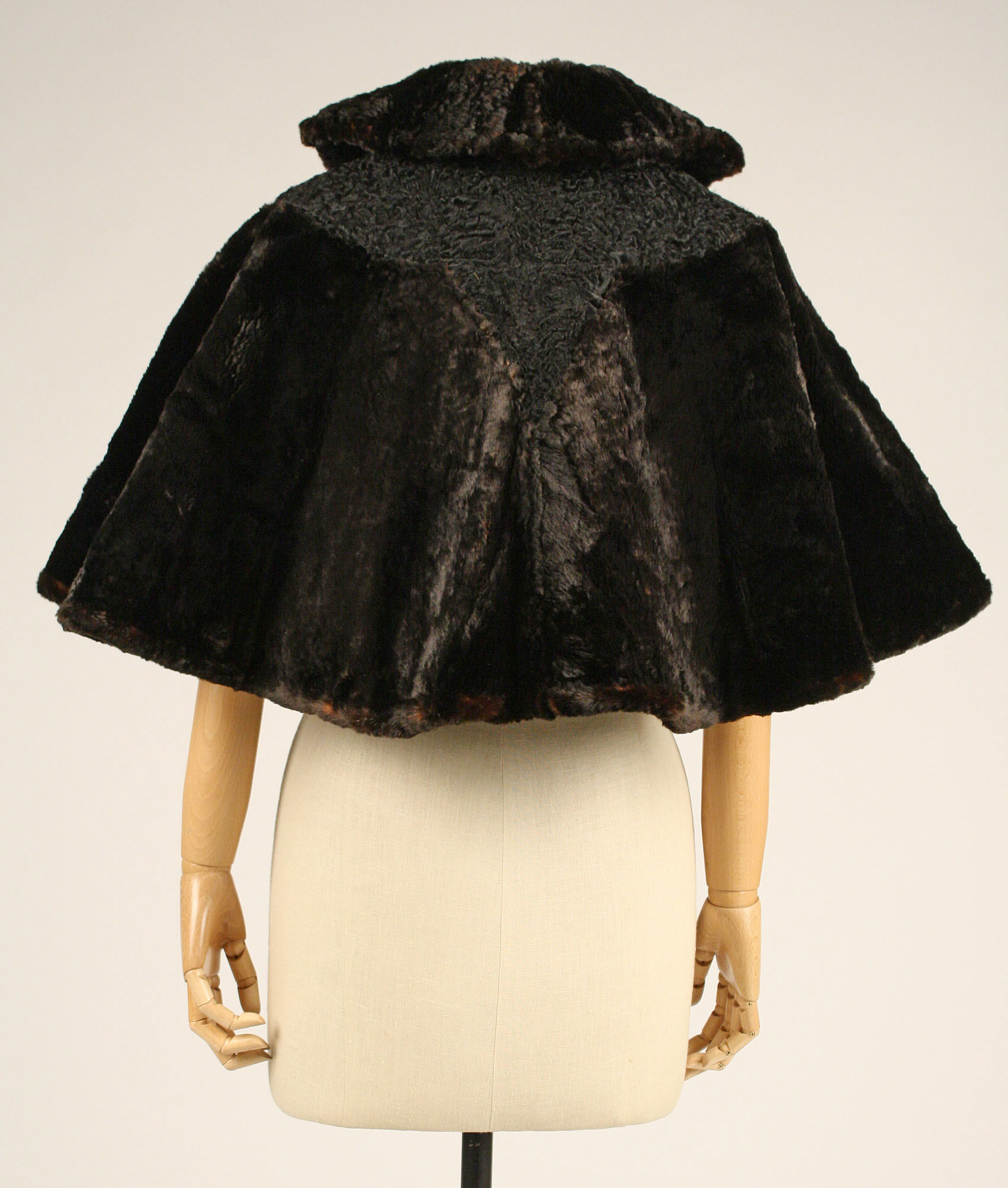
… in einem Sealskin/Persianer-Cape der Firma Paulson Bros., USA (1893)

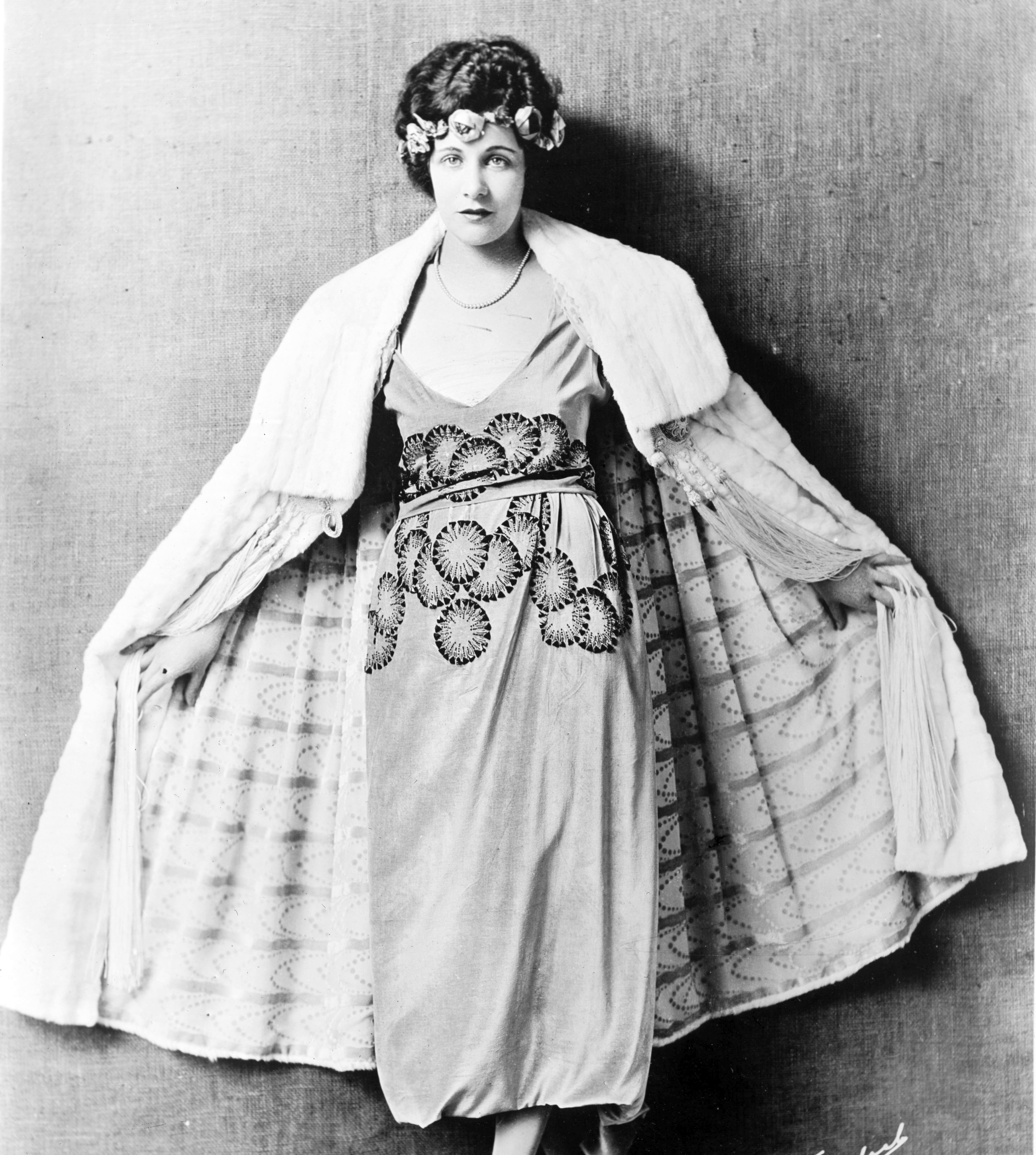
Die amerikanische Schauspielerin Virginia Valli zeigt das Futter ihres Hermelinmantels (ca. nach 1920)

Mitte des 19. Jahrhunderts begann man in Frankreich und in England, erste etwas größere Pelzteile, Jacken und Capes mit dem Haar nach außen zu arbeiten. Da die Kürschner bis dahin vor allem von Schneidern vorgefertigte Stoffteile mit Pelz ausfütterten, dürften sie vorher der textilen Abfütterung ihrer Pelzteile wenig Aufmerksamkeit gewidmet haben. In der Anweisung zum Ausfüttern der neuen, aus Sealskin gearbeiteten Jacken wurde in einem deutschen Kürschnerfachbuch von 1891 lediglich ein „Futter von gestepptem Seidenstoff“ genannt, ein größerer Aufwand fand offenbar nicht statt.
Mit der Ende des 19. Jahrhunderts beginnenden Konfektionierung des Pelzes, vor allem durch die Pariser Firma Revillon Frères, kamen aus dem verwandten Schneiderberuf beständig weibliche Hilfskräfte in die Pelzbranche, die die schneidertechnischen Voraussetzungen für eine mehr kunstvolle Innenverarbeitung mitbrachten. Seit um 1900 herum bis in die 1930er Jahre wurde ein wahrer Kult mit Seidenabfütterungen getrieben, der mit dem gleichzeitigen Beginn der modernen Pelzmode auch Eingang in die Kürschnerei fand: „Durch Abrüschen, durch Einsetzen von Bändern, durch Aufsetzen von Rüschen in Rokokoschleifenform, durch künstlerisches Ausmalen und Sticken der Ecken“ waren so viele Möglichkeiten gegeben, „dass man sie einzeln gar nicht aufzählen kann“.
Eine Pelz-Staffiermeisterin schrieb darüber im Jahr 1957:

„Der Phantasie der Staffiererin wurde weiter Spielraum gelassen. Die großzügige Auswahl des Futtermaterials, Seiden, Tafte und auch Brokate, die vielseitige Technik der Verarbeitung, Stickereien, Wattestepperei, Durchbrucharbeiten, Flechtarbeiten und die vielen verschiedenen Arten von Paspelierungen und Rüschen ließen wahre Kunstwerke der Seidenabfütterung entstehen.
Wer einmal ein Stück aus dieser Zeit in der Hand gehalten hat, staunt über die Kunstfertigkeit und Sorgfalt, die damals auf die Abfütterung verwendet wurde. Ganz anders liegen die Dinge heute. Das Seidenfutter, so wie es zur Zeit gekannt und verarbeitet wird, ist von betonter – ja, man möchte fast sagen, übertriebener Schlichtheit.“

Die schlichte Eleganz eines exklusiven Pelzes wurde in den 1920er Jahren oft noch durch störende, ins Auge fallende Verschlüsse gestört, der fast unsichtbare Klipverschluss der Firma Keskari war noch nicht erfunden. Frieda Vallentin – der Name deutet auf einen Zusammenhang mit der Ehefrau und Kunstweberin Ruth Cidor-Citroën des Inhabers der Berliner Pelzwarenfabrik A. B. Citroen hin, eine geborene Vallentin – schrieb 1925 über ihre Eindrücke von der Wiener Pelzmode in einer Fachzeitschrift:

„Mantel und Cape, wenn sie nicht festgehalten werden, haben das Bestreben, auseinanderzufallen. Schnell nimmt der schaffende Modekünstler diesen Gedanken auf und gibt dem Pelzmantel eine innere Ausstattung, die an Luxus und Farbenpracht dem äußeren Material gleichkommt. Es genügt nicht mehr der buntfarbene Seidenstoff oder Brokat, die Mäntel werden innen mit Handstickereien versehen, mit Goldborten und bunten Seidenbändern als Bordüren besetzt, ja, oftmals mit kleinen Pelzrollen ausgestattet, die rings um den innern Saum des Mantels laufen. Auch zu Mustern abgesteppte Seidenfüller sind wieder in Aufnahme. Ein Breitschwanzmantel mit Hermelinkragen zeigte die innere Ausstattung von Silberbrokat über und über mit Hermelinschwänzchen garniert.
Der Phantasie ist hier ein weiter Spielraum gelassen. Die schöne Hülle verlangt auch nach einem schönen Kern. Besonders der Abendmantel, wobei das Pelzcape bevorzugt wird, ist hier ein gefälliges Objekt für dergleichen Modephantasien und ebenso auch der Straßenmantel, der entsprechend einfacher gehalten wird. Aber selbst hier ist das Bestreben, ihn durch Stickerei zu beleben, vorherrschend.“

Von den in den Jahren 1921 bis 1926 im Leipziger Krystallpalast stattfindenden Pelzmodenschauen wurde berichtet:

„Im Lichte der Scheinwerfer kamen die Mannequins eine breite, hohe Treppe herab, um dann das Zirkusrund zu umwandeln und zu verschwinden. Oben blieb die Vorführende stehen, öffnete den Mantel weit, um das Futter, damals kostbarer, buntester Brokat oder leuchtende Stickereien und zugleich die eigene Toilette bewundern zu lassen. Lautes ‚Ah‘ der Zuschauer – wenn ein schönes Mädel, in eng anliegenden Stoff gehüllt – sich dem leuchtenden Strahl darbot und dann langsam die Stufen hinunter schritt.“

Allerdings waren selbst 1937 bunte Futter eher noch selten: „Auch gibt es für Pelzzwecke besondere Farben, die auf die Farbtöne der verschiedenen Fellarten abgestimmt sind. So haben wir Marderfarben, Nerzbraun, Sealbraun, Schwarz und Weiß und Grau für Feh und Maulwurf. Gewiß kommen auch hier und da einmal bunte Farben zur Verwendung, aber das sind Ausnahmen“.
Besonderes Augenmerk verwendete man auch auf das Abfüttern der Fuchskolliers, den Fellschals in Tierform. 1930 erklärte dazu ein Kürschnermeister seinen Kollegen:

„Die einfachste Art des Abfütterns bei einem Fuchs besteht darin, auf das glatte Futter ringsum Blenden aufzusetzen, die mit verschiedenen Zierstichen, wie Knötchen-, Ketten-, einfachen und doppelten Fischgrätstichen usw. auf dem Futter befestigt werden […]. Eine andere Art ist, in der Mitte der Seide 1 bis 3 Knöpfchen, die jedoch nicht höher als 2 mm sein sollen, zu ziehen und die sich ergebenden Falten entweder alle schräg nach unten oder aber von der Mitte aus nach beiden Seiten auseinandergehend zu verteilen. Eine weitere Art ist das Querziehen des Seidenfutters. Zu diesem Zweck werden in gleichmäßigen Abständen 5 bis 6 Felder eingeteilt und diese in Köpfchen zusammengezogen. Statt der Köpfchen kann die Seide auch mit sogenannten Froschkeulchen oder Mäusezähnchen abgezogen werden. Doch ist bei all diesen Arten der Abarbeitung darauf zu achten, dass sowohl die Zierstiche als auch die Rüschen so klein wie möglich gearbeitet werden, da sie, je kleiner, um so schöner ausfallen.“

Zu den gern verwendeten, meist nicht in der eigenen Werkstatt hergestellten Stickereien schrieb er:

„Jeder Kürschner hat Gelegenheit, mit einer Stickerin in Verbindung zu kommen. Und gerade durch diese Stickereien werden so wunderschöne Effekte erzielt, welche die geringen Ausgaben dafür unbedingt lohnen. Am schönsten wirken diese Stickereien auf Crêpe de Chine und auf glattem Duchesse. Es ist ein wundervoller Anblick, wenn eine Dame die Pelzjacke oder den Pelzmantel auszieht und das herrliche Innenfutter zum Vorschein kommt, das auch auf die hochqualifizierte Arbeit und den guten Geschmack des Herstellers schließen lässt. Denn wer künstlerisches Empfinden hat, muss erkennen, dass hier der Kürschner nicht nur mit Handgelenk und Ellbogen gearbeitet hat, sondern mit Herz und Geist und unter Einsetzung seiner ganzen Persönlichkeit das Stück zu seiner künstlerischen Vollendung gedeihen ließ.“

Sehr hochwertige Damenpelze wurden bis in die Zeit nach dem Zweiten Weltkrieg in Westeuropa üblicherweise mit reiner Seide oder mit Halbseide abgefüttert. Für Pelze des täglichen Bedarfs und für preiswertere Pelze wurde dagegen die billigere und in der Regel haltbarere Acetatseide verwendet. Eigentliche Futterstoffe sind in einer lockeren Köperbindung gewebt, erkennbar an dem charakteristischen schräglaufenden Grat.
Die Acetatseide wurde zum ersten Mal im Jahr 1907 in der Kunstseidenfabrik Jülich hergestellt. 1920 erfand der Schweizer René Clavel ein Färbeverfahrens für die bis dahin nicht färbbare Acetatseide und 1921 begann der Massenproduktion von Acetatseide unter dem Handelsnamen „Celanese“ durch die Gebrüder Dreyfus und deren British Celanese, Ltd., gefolgt von der Eröffnung weiterer Produktionsstandorte in den USA und im übrigen Europa (siehe dazu → Celluloseacetat).
Bis etwa in die 1990er Jahre wurden für Pelz besonders kräftige Futterstoffe benutzt, da besonderer Wert auf eine lange Haltbarkeit gelegt wurde. Zunehmend änderten sich jedoch die Ansprüche. Sollte das Winterbekleidungsstück früher neben dem Schmücken vor allem wärmen, geriet das mit Zunehmen beheizter Verkehrsmittel immer mehr in den Hintergrund. Eines der wesentlichen Gesichtspunkte für die Pelzauswahl wurde dagegen die Leichtigkeit. Die besonders für Pelzzwecke gewebten Acetatfutter wogen in den einfarbigen, ungemusterten Qualitäten bis zu 300 Gramm per laufendem Meter, die leichteren, bis heute noch genutzten Acetatfutter herunter bis 180 Gramm, bei der gebräuchlichsten Breite von 140 Zentimeter.
Als Brokat bezeichnet man ein mit Metallfäden durchzogenes Gewebe. In der Kürschnerei wurden auch schwere, mit seidigen Blumen oder sonstiger Ornamentik durchwebte Futterseiden so genannt. Ähnlich schwer sind Damastseiden, die man bis in die 1920er Jahre hauptsächlich zum Ausfüttern von Pelzen verwendete: „Damassees – manchmal steif wie ein Brett – aber so wollte die elegante Frau ihr Mantelfutter haben“.
Auch noch nach den 1930er Jahren war die Innenverarbeitung der Pelze häufig aufwändiger als bei der textilen Damenoberbekleidung. Entsprechend glamourös waren auch manche Pelzfutter vorgefertigt. Ornamentale oder florale Bordürenstickereien, gewebte Bordüren und Eckstickereien wurden noch bis in die 1990er Jahre verwendet, als sie aus der Textilmode längst verschwunden waren. Ein Monogramm mit den Initialen der Trägerin rundete die Innenausstattung eines höherwertigen Pelzes in der Regel ab. In den Jahren des Zweiten Weltkrieges und den ersten Jahren danach, bedingt durch den Materialmangel (insbesondere in der DDR), spielte die Innenverarbeitung jedoch eine sehr untergeordnete Rolle und die Kenntnisse über „all die kleinen, zum Teil doch sehr liebenswürdigen und hübschen Raffinessen der Unterfütterung“ gerieten in Vergessenheit.
In Österreich, wo die Pelzmode auch nach dem Zweiten Weltkrieg durchschnittlich opulenter blieb, erhielt sich auch eine aufwändige Innenverarbeitung deutlich länger als in der Bundesrepublik oder der DDR.
Vor allem in Wien waren die Pelze noch bis Ende des 20. Jahrhunderts üppiger gearbeitet und auch ausgestattet als andernorts, „und wer Anfang des Jahrhunderts sich in der »Ausstaffierung« ausbilden wollte, mußte nach Wien zu Meister Josef Toch gehen, um dort zu lernen, wie zu arbeiten ist“. Die einmal meist vorhandene, verdeckte seidene Knopfleiste erübrigte sich in den 1950er Jahren nach der Erfindung eines neuartigen Klipverschlusses für Pelze durch die Firma Keskari. Auch die seidenen Windfänge mit Gummibandzug, die es in weiten Ärmeln Ende des 20. Jahrhunderts noch häufiger gab, sind inzwischen wohl ganz verschwunden.
Oft werden unifarbige Futter eingesetzt, in der Farbe zum Pelz harmonierend. Das sind vor allem Brauntöne in allen Schattierungen, von hellbeige bis schwarzbraun, außerdem schwarz und grau. Etwas ins Auge fallender sind Goldtöne, für besonders extravagante Teile sogar sehr auffällige Farben, wie leuchtend bordeauxrot. Insbesondere reine Seiden werden meist unifarbig verwendet. Häufig sind auch changierende Farben, die durch einen andersfarbigen Unterfaden entstehen.
Beliebte Jacquard-Webmuster waren und sind teilweise noch, zum Beispiel Futter mit eingewebten Firmensignets, kleingemusterte florale oder Pelztier-Motive und geometrische Muster wie Karos oder Streifen.
Mit der Verwendung leichterer Innenfutter orientierten sich die Kürschner zuletzt zunehmend bei der Textilindustrie, die attraktive Drucke auf Synthetikgeweben zur Verfügung stellt. Diese weisen meist trotz niedrigem Gewicht eine hohe Haltbarkeit auf, allerdings bei schlechterem Wärmeaustausch. Beispielsweise werden „Animal Prints“, Stoffe mit Leopard-, Zebra- und ähnlicher Musterung, bei entsprechender Mode auch zum Ausfüttern modischer Pelze verwendet.

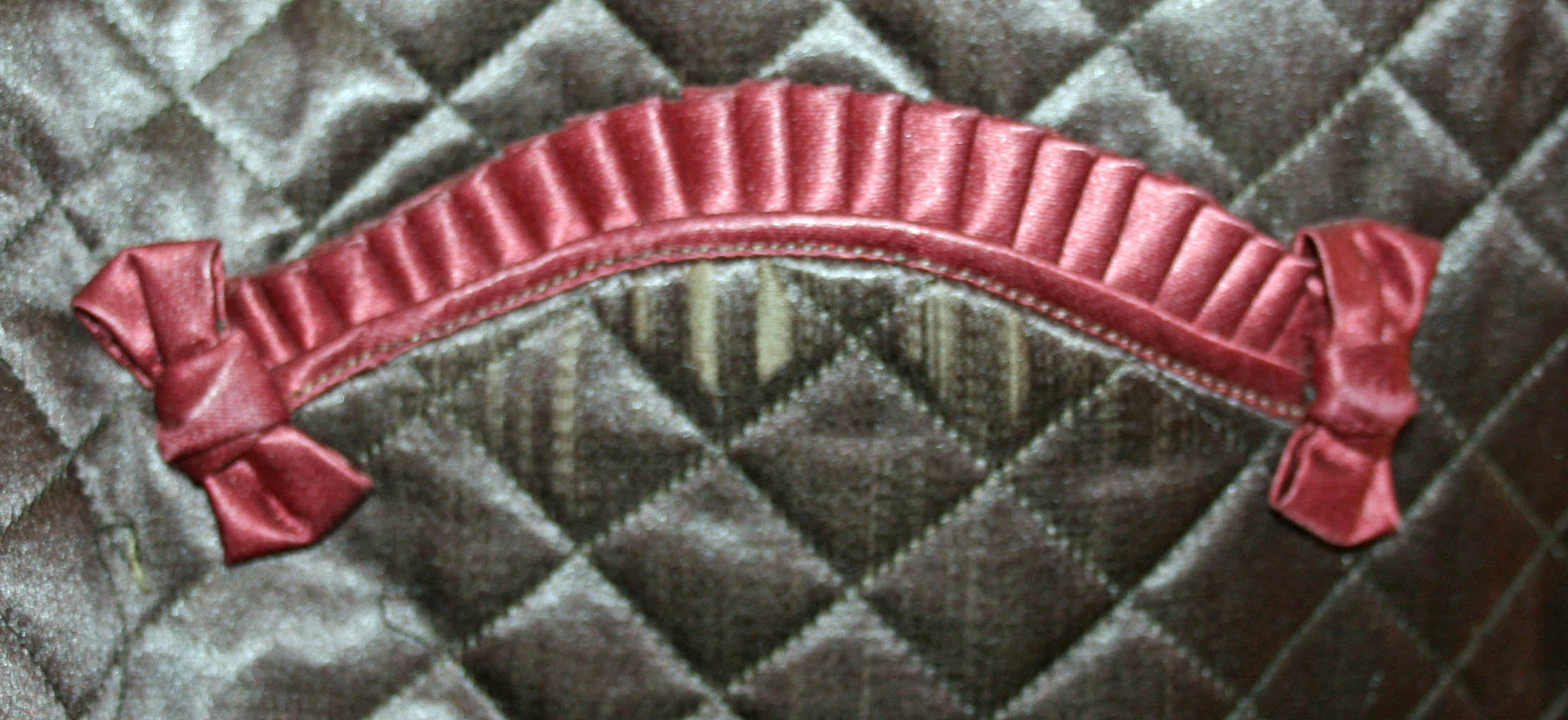
Steppfutter mit gefälteter Innentasche und Schleifenabschluss (zwischen 1885 und 1890)
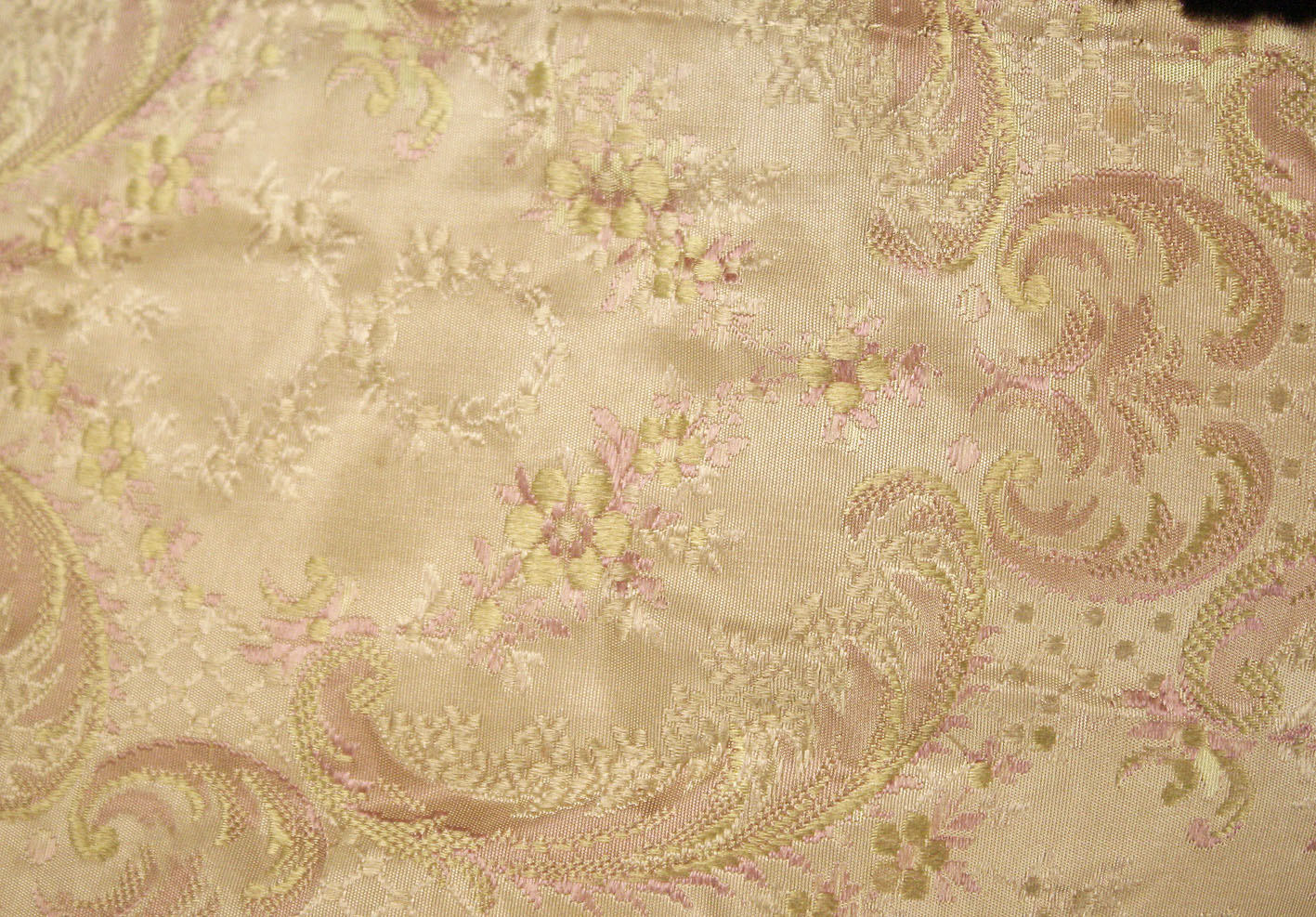
Jacquard-Futterstoff (USA, 1895)
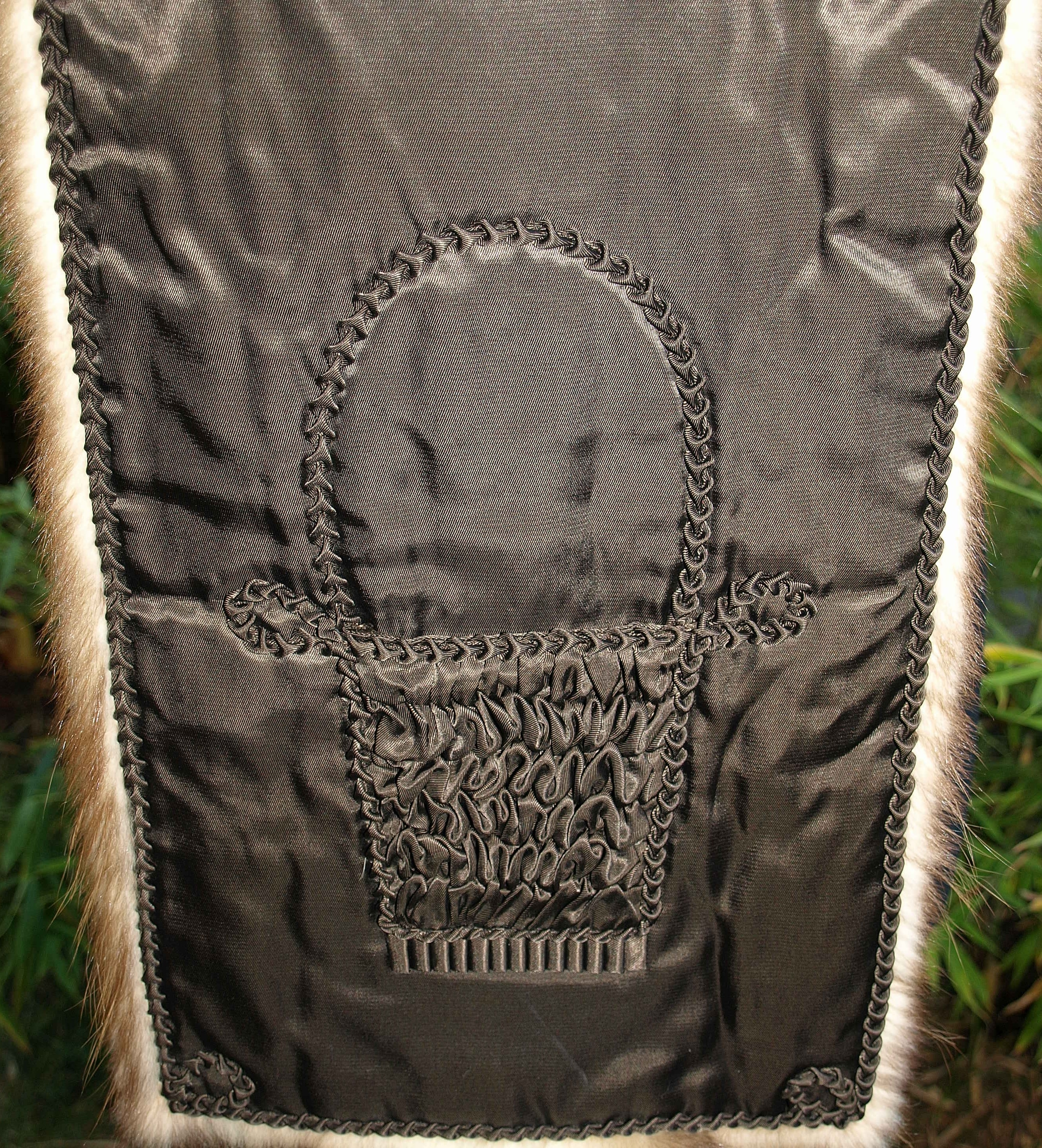
Ausschmückung einer Steinmarderstola (1940er Jahre)
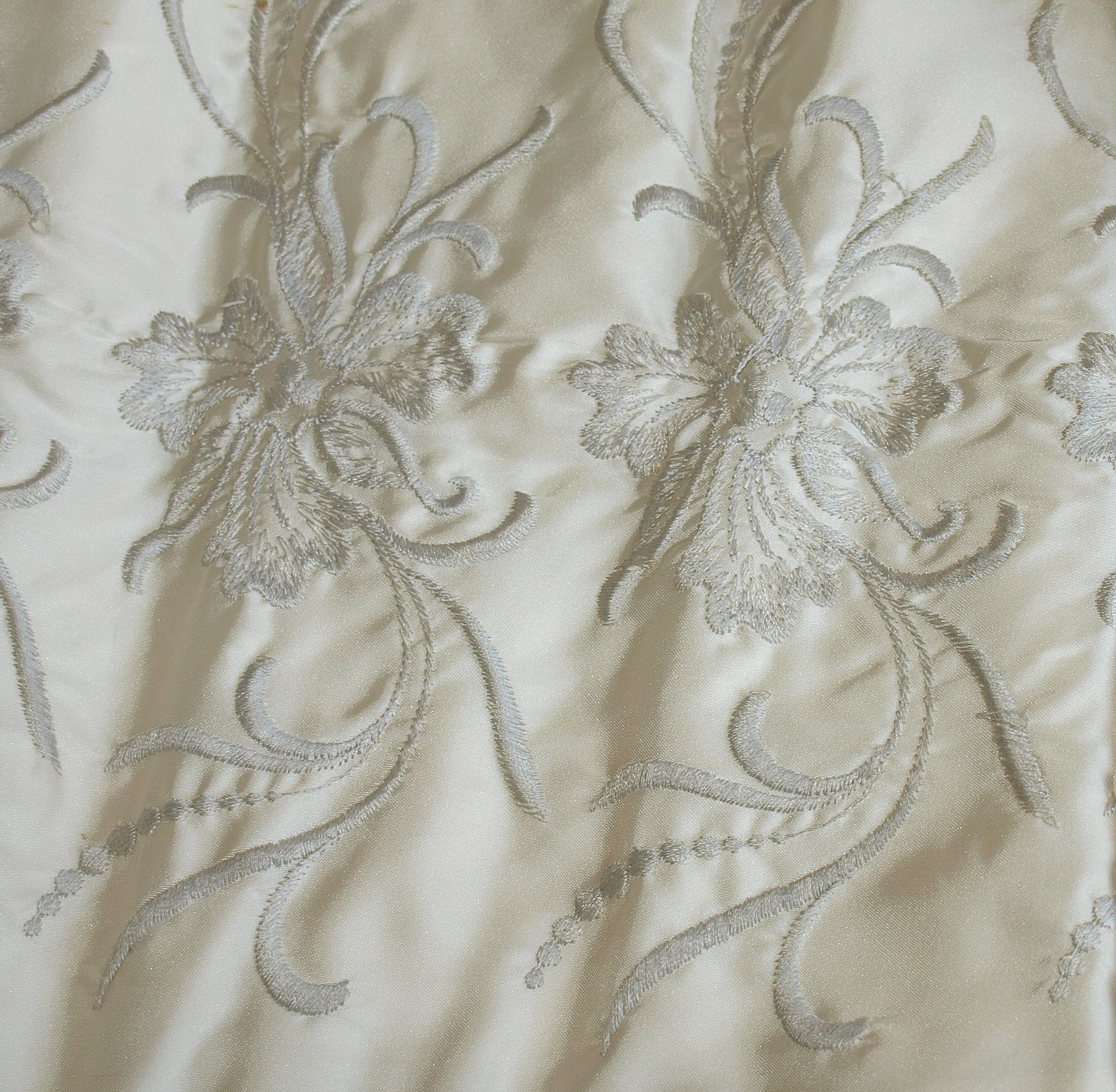
Maschinelle Stickbordüre (Teilansicht, 1980)
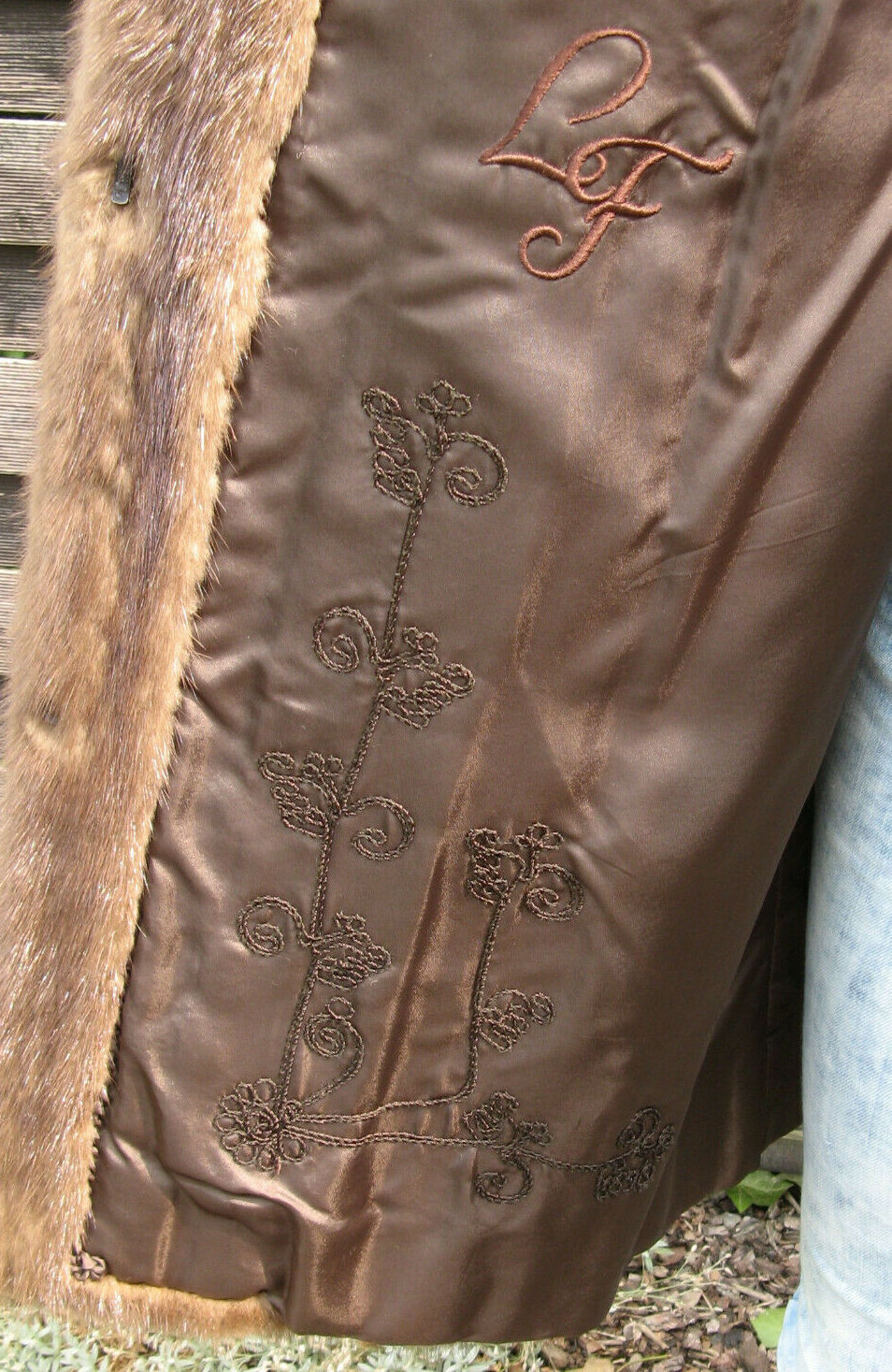
Eckstickerei und Monogramm (etwa 1990er Jahre)

### Verarbeitung

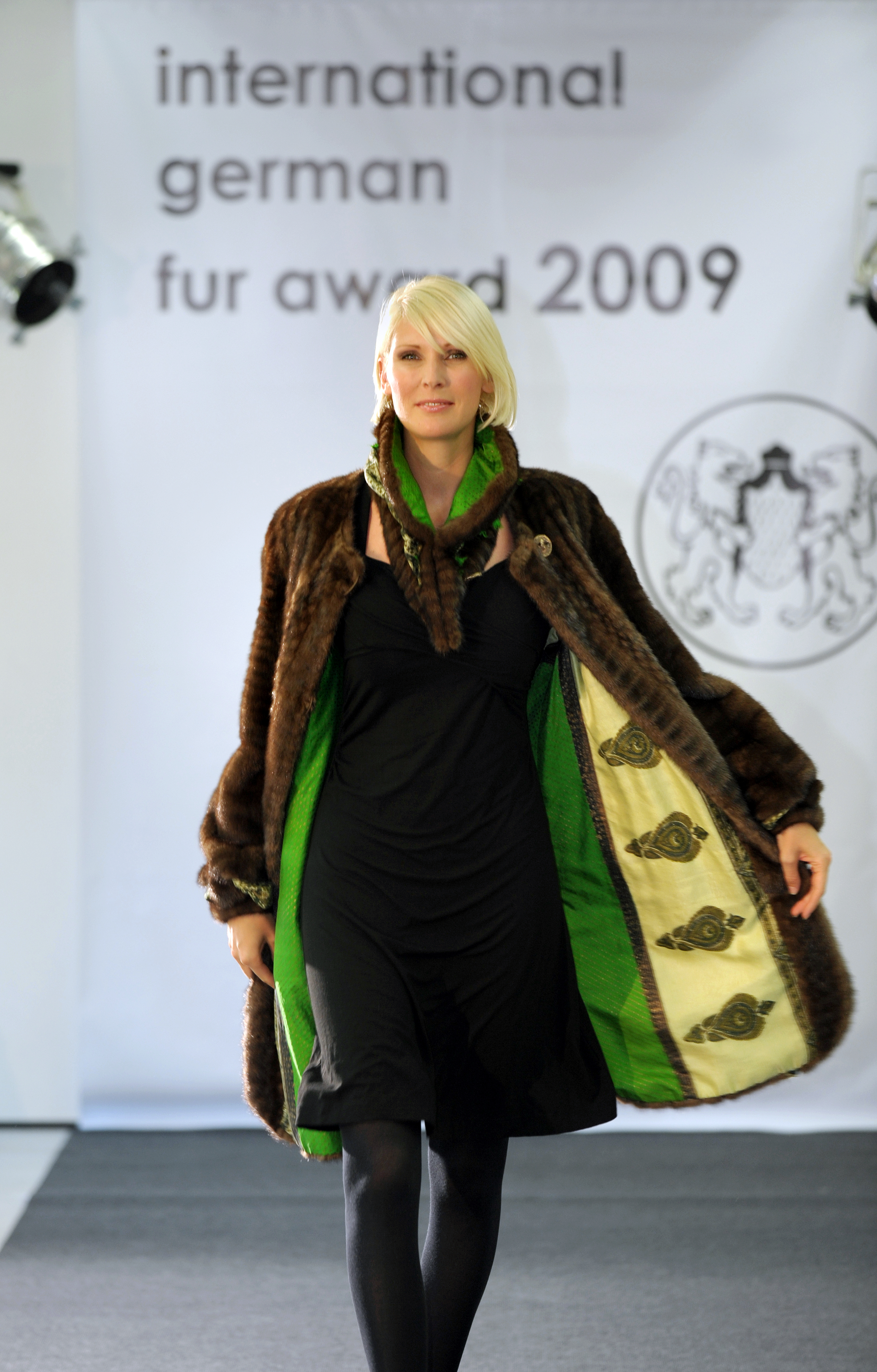
Atrraktives Pelzfutter bei einem Modellwettbewerb (2009)

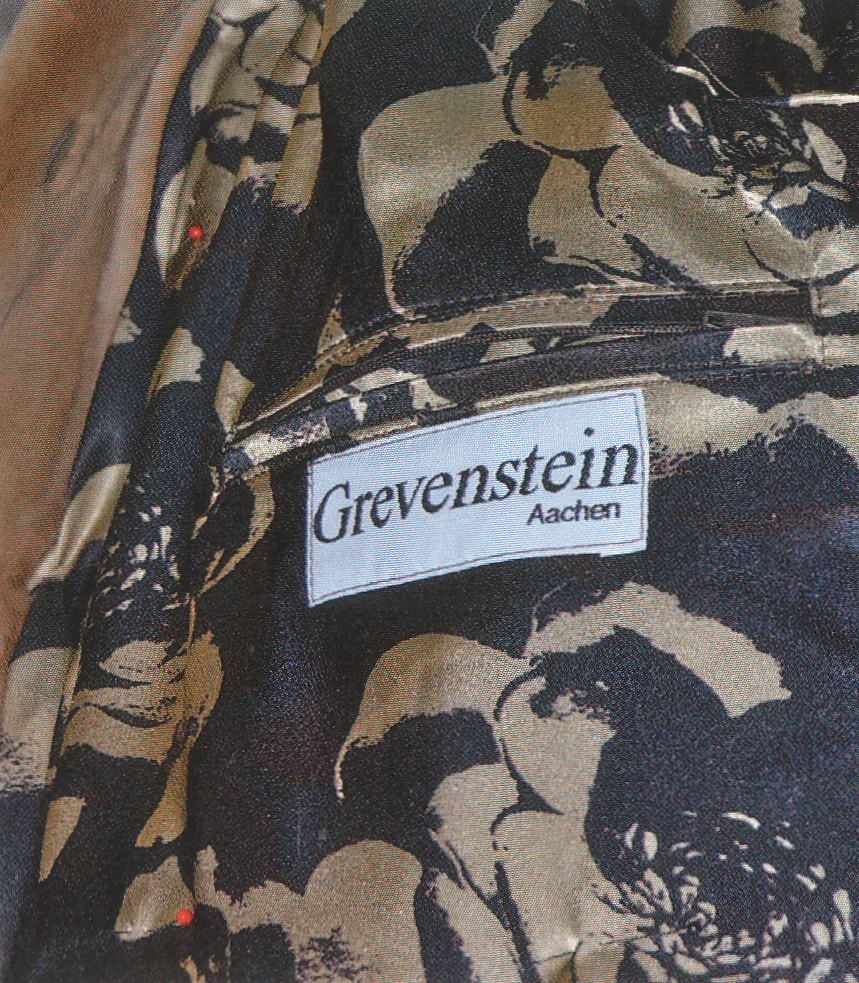
Pelzfutter mit floralem Druckdessin, Tasche mit verdecktem Reißverschluss und Firmen-Web-Etikett (2015)

Das Einfüttern oder Staffieren des Seidenfutters ist der letzte Arbeitsgang der unter dem Begriff Ausfertigung zusammengefassten, abschließenden Arbeiten bei der Herstellung eines Pelzbekleidungsstücks. Das Einnähen von Hand erfolgt mit einem Verzugsstich, auch in der Pelzkonfektion wird das Futter bisher nur selten mit einer speziellen Staffiermaschine eingefüttert.
Je nach den beim Zuschneiden der Futter zu beachtenden Grundsätzen werden 1970 in einem Fachbuch drei Grundtypen von Pelzseiden unterschieden, das war vor der zusätzlichen Nutzung von bedruckten Synthetikfuttern:
1. ungemusterte Futterstoffe: Leibfutter, Atlas, Duchesse
2. Jaquardfutter mit Mustern, die nur in einer Richtung verlaufen, wie Streifenfutter, Bordüren und gestickte Futter
3. Jaquardfutter mit Mustern, die in mehreren Richtungen laufen.[15]

Bei ungemusterten Futtern ist beim Zuschnitt nur die Richtung des Fadenlaufs zu berücksichtigen. Bei Mustern, die nach mehreren Richtungen verlaufen, muss außerdem die Musterrichtung berücksichtigt werden. Die beiden ersteren Futter können auch gestürzt verwendet werden, was durch das Ineinanderschieben der Rumpfteile eine wesentlich bessere Materialausnutzung ermöglicht.
Eingewebte oder gestickte Bordüren galten als vollwertiger Ersatz für die handwerkliche Methode, durch zeit- und materialaufwändige Zuschneide-, Näh- und Staffierarbeiten Ausschmückungen im Seidenfutter anzubringen. Sie werden oftmals als Coupon gehandelt, als vorbereitetes Futter für je einen Mantel oder eine Jacke.
In Deutschland waren Ende des 20. Jahrhunderts nur noch Überreste der einmal so opulenten Innenverarbeitung übrig geblieben. Die Kanten der eingenähten Innentaschen wurden manchmal noch mit kleinen Falten versehen, oder etwas weniger aufwändig mit einem Hexenstich, Kreuzstich oder anderem Zierstich geschmückt; in wenigen Firmen wurde vielleicht noch eine zu einer Froschmaulrüsche geriehene Seidentasche auf das Futter aufgenäht. Innentaschen können längs im vorderen Futterabschluss integriert sein oder wie bei einem Herrenmantel quer eingearbeitet sein, jeweils eventuell mit einem Reißverschluss versehen. Auch die Firmen-Web-Etiketten werden in der Detailkürschnerei häufig noch mit einem Zierstich befestigt.
War es früher fast immer üblich, zwischen Futterstoff und Pelzsaum (fachsprachlich: Umbug) eine Paspelierung einzuheften oder aufzuarbeiten, ist das heute wegen der angestrebten Leichtigkeit und Weichheit oft entfallen. Als Paspel kann ein aus demselben Futter geschnittener Schrägstreifen dienen, der wegen der dadurch entstehenden Dehnbarkeit diagonal zur Webrichtung geschnitten wird. In den Paspel kann zum runderen Fall eine Paspelschnur oder ein anderes füllendes, möglichst weiches Material eingelegt werden. Des Weiteren gab oder gibt es noch Posamentenpaspel, die entweder als Stoßblenden ebenfalls zwischen Futter und Fellsaum vernäht werden, oder teils kunstvoll geflochtene Paspellitzen zum Verdecken der Futternaht.
Der Saumabschluss kann mit einer normalen Verzugsnaht erfolgen. Oder aber es wird unten offen gefüttert, früher als „amerikanische Fütterung“ bezeichnet, was den Saum weniger versteift. Dazu wird das Fellleder oberhalb des Saumes meist mit einem breiten Futterstreifen abgedeckt und das Futter nur umsäumt. Neuere Verarbeitungen verzichten manchmal ganz auf den Fellsaum und auch auf das Abdecken des Leders.
Die Aufhänger oder Henkel werden individuell aus dem Futter hergestellt, entweder zum Schlauch genäht, flach gesteppt, gedreht oder geflochten. Oder es werden fertige Aufhänger aus Kunstleder oder Metallketten verwendet. Eine Besonderheit sind Aufhänger, wohl hauptsächlich bei in Italien hergestellten Pelzen, bei denen ein als Seidenband in Schlaufen über die gesamte Rückenbreite geführt wurde.
Insbesondere bei einem breiten Übertritt kann in Hüfthöhe zum Halt des Untertritts entweder eine oder zwei Seidenlaschen oder ein Seidenbindeband eingearbeitet werden.
Viele Futterseiden eignen sich dazu, ein dem Mantel- oder Jackenfutter gleiches Tuch oder Schal dem Pelz beizugeben.
Auch kleine Pelzteile, wie Schals, Kragen oder Pelzkolliers werden auf der Rückseite mit Pelzfuttern versehen. Pelzmützen und -hüte erhalten in der Regel einfache, besonders leichte, weitmaschig gewebte Futter.

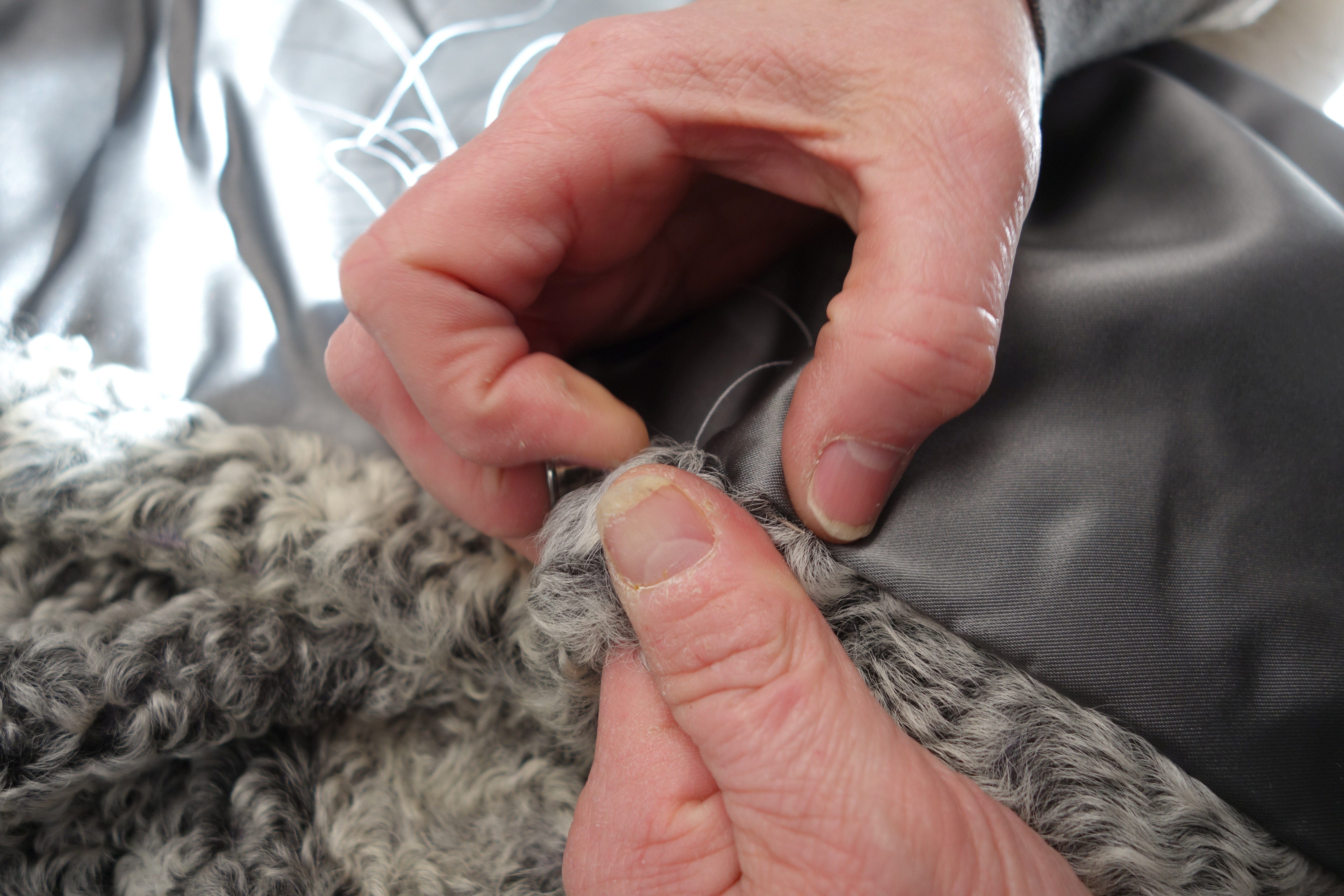
Staffieren
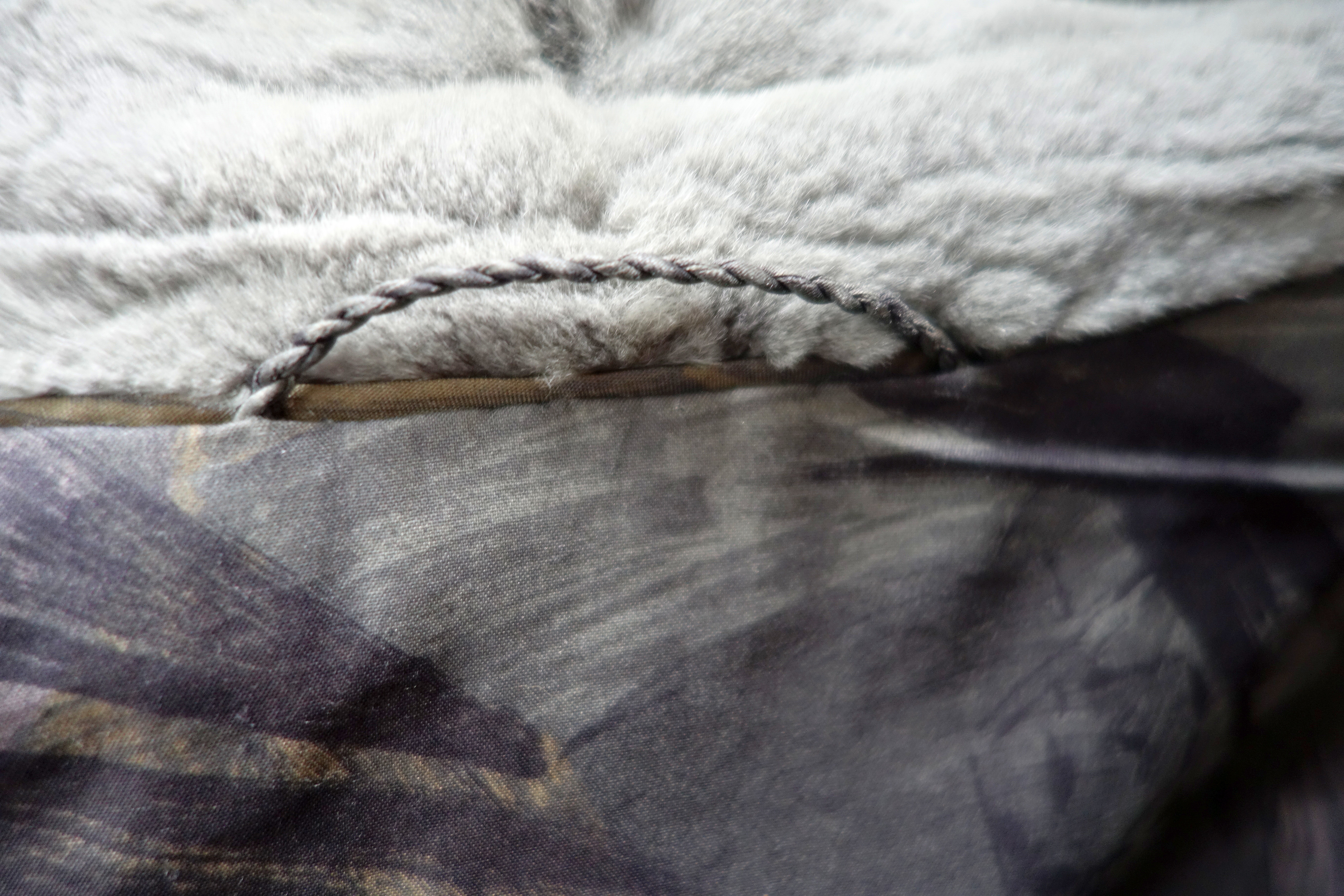
Gedrehter Aufhänger, Synthetikfutter
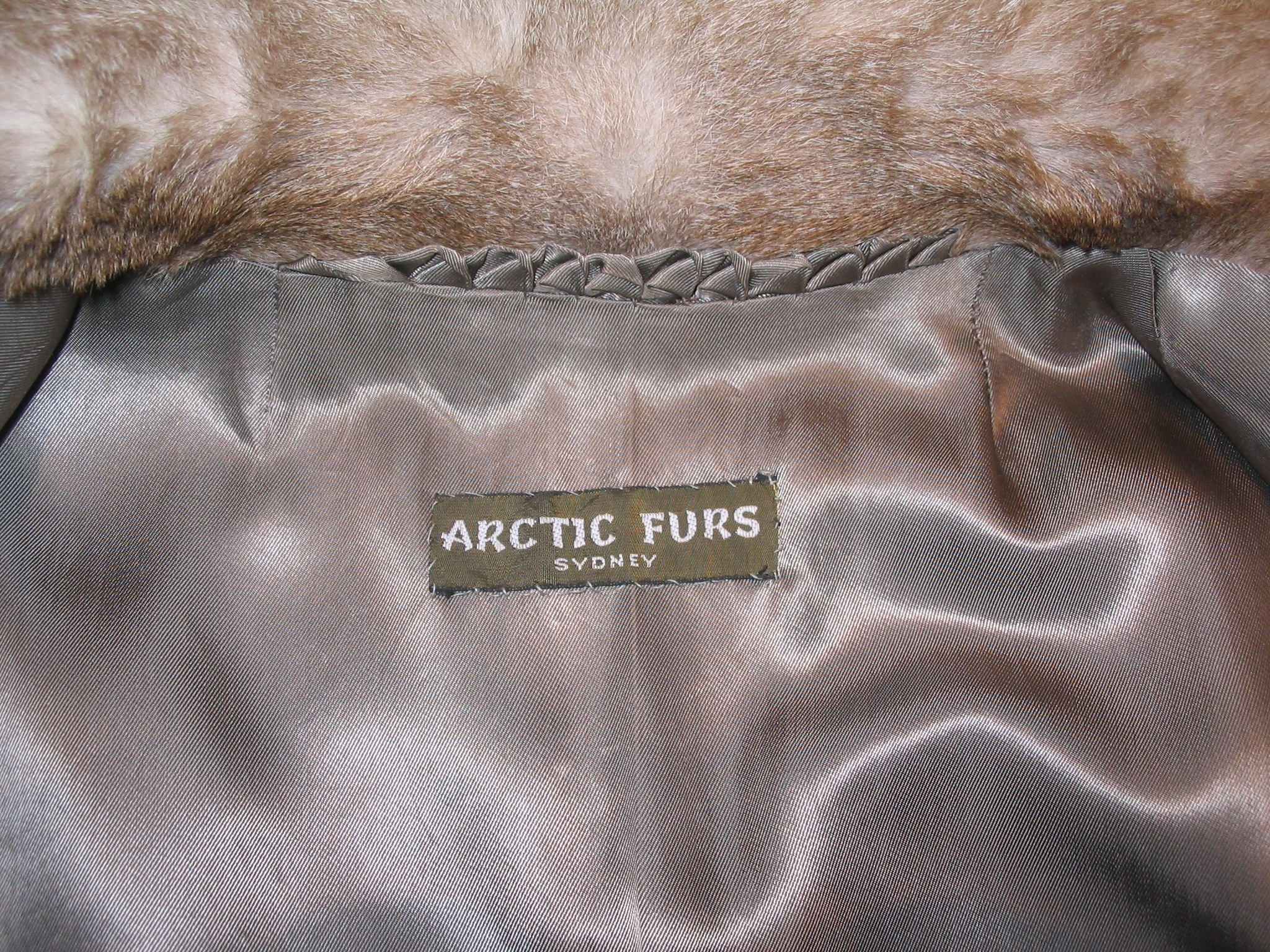
Gefälteter Halsabschluss (Australien)
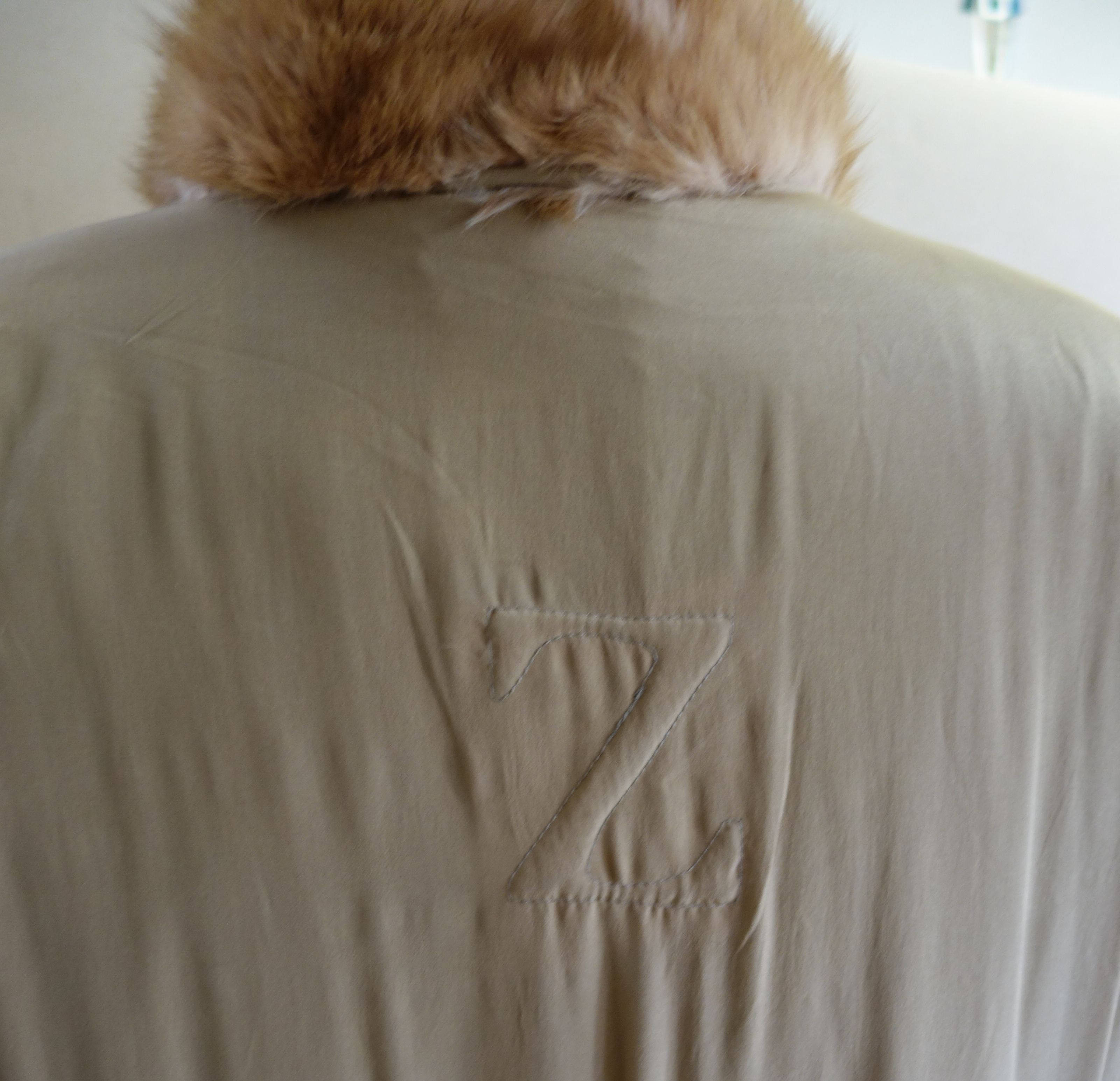
„Z“ Gestepptes Firmenlogo des Hamburger Pelzdesigners Dieter Zoern

## Produzenten

Seidenbordüren
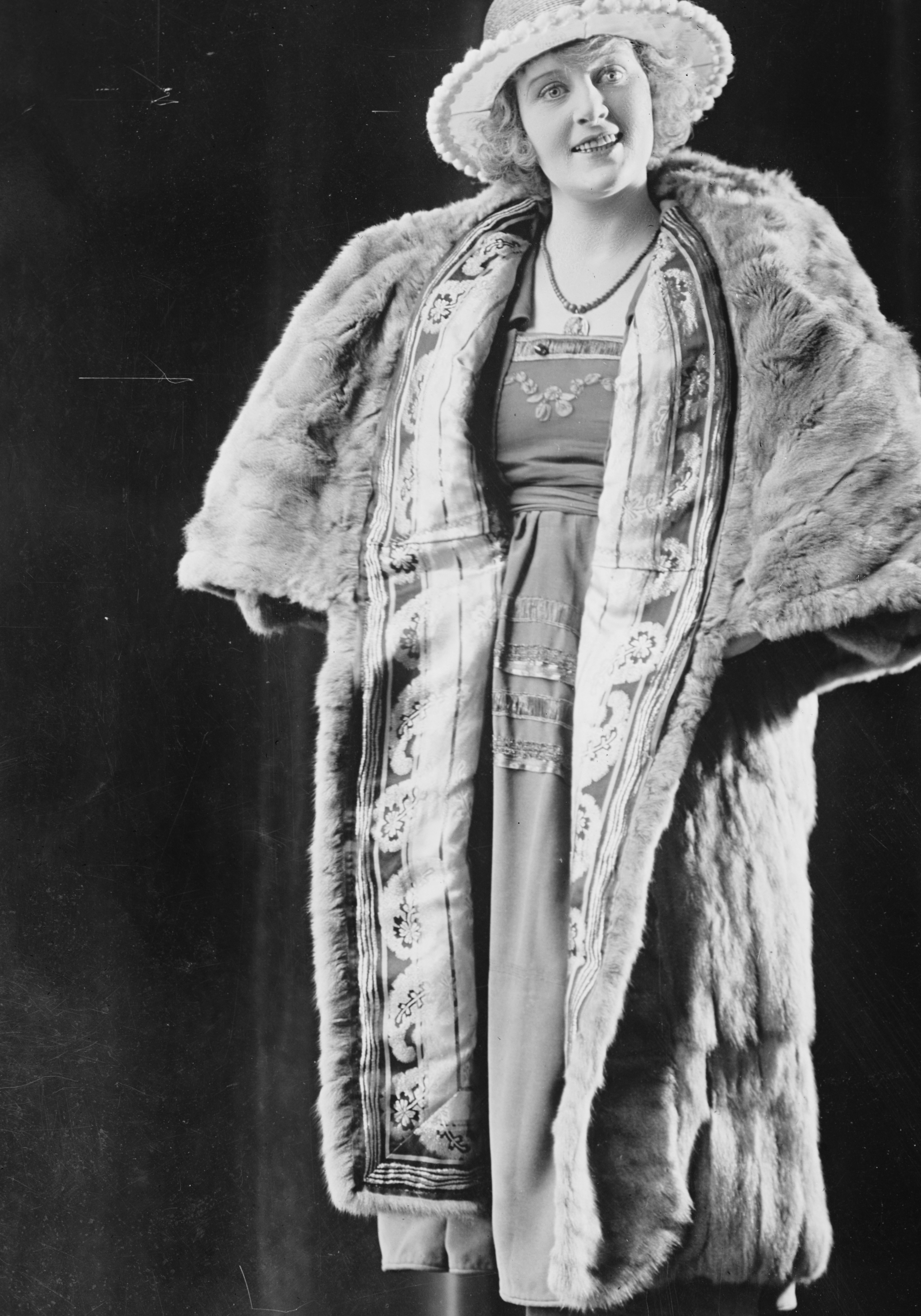
1900
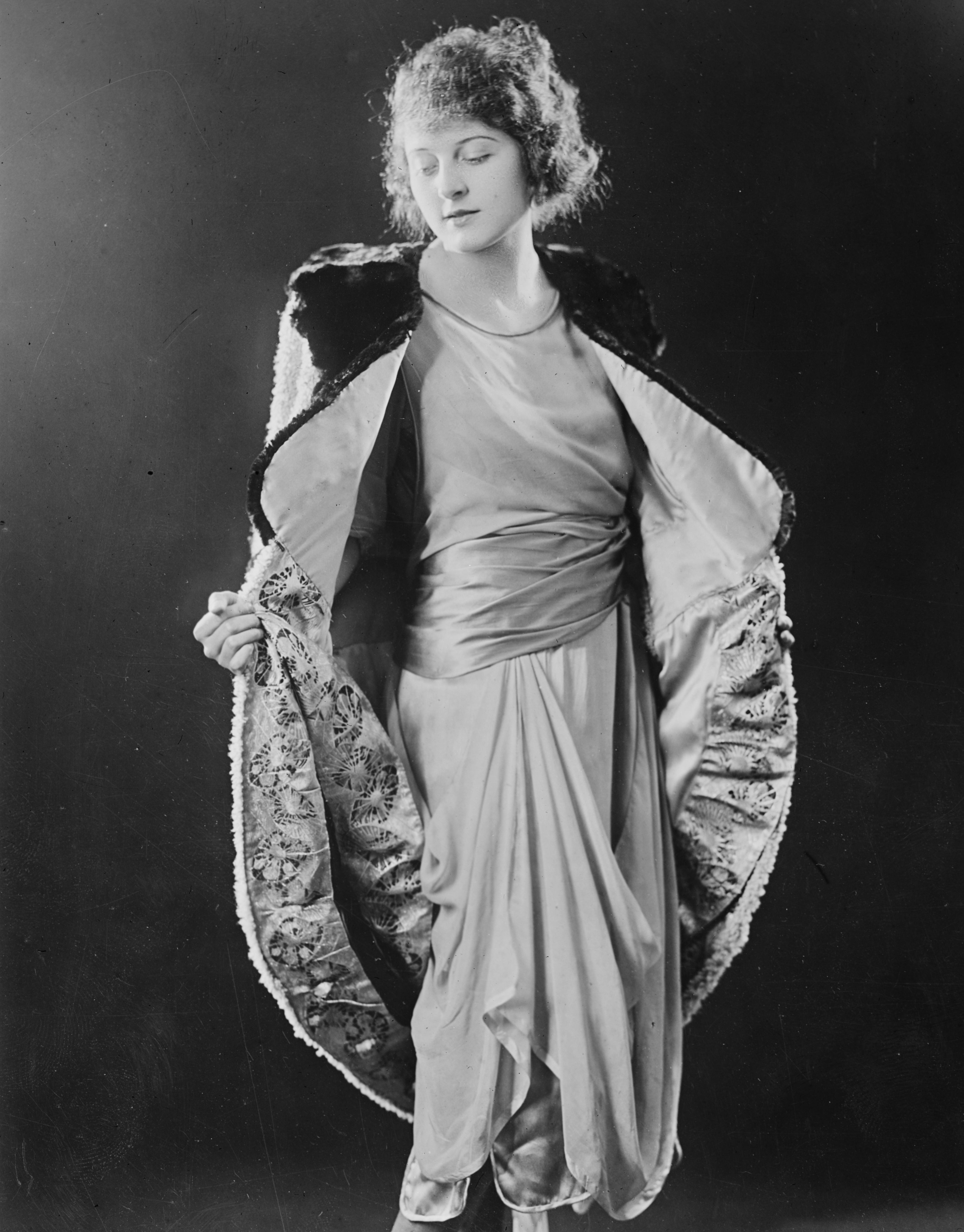
1910er Jahre

Die typischen Pelzseiden, Azetate, Halbseiden und reine Seiden wurden in Deutschland im Wesentlichen von zwei Unternehmen hergestellt, die ihre Produkte weltweit verkauften. Es waren die Firmen Peter Bircks & Cie. und G. Hollender Söhne, beide ansässig in der Seidenweberstadt Krefeld. Die Spezialisierung auf Pelzseiden verschaffte den beiden Firmen eine gewisse Monopolstellung in der Branche. Eine weitere deutsche Futterstoffweberei, die auch mit der Fabrikation von Kürschnerzubehör warb, war die Firma Kurt Roesner in Schleißheim bei München.

### Peter Bircks & Cie.
Im Jahr 1863 begründeten der Pelzkappen- und Mützenmacher Gerhard Lütten (* 1840; † 2. März 1911) und der Seidenweber Peter Wilhelm Bircks († 9. Juni 1895) in Krefeld die spätere Seidenweberei Peter Bircks & Cie. Krefeld war damals bereits die „Stadt der Seidenweber“. Als am 16. Juli 1861 dort ein Verein gegen Seidendiebstahl gegründet wurde, gehörten dem Verein 270 Seidenfabrikanten, Appreteure und Händler von Rohseiden und Garnen an. Auch Peter Bircks stammte aus einer Krefelder Familie, die schon seit Generationen das Seidenweben ausführte sowie mit Seidenwaren und Seidengarn handelte. Zu der Zeit gab es noch keine mechanischen Webstühle, weder Gas- noch elektrisches Licht, lediglich die ersten Petroleumlampen.
Nach der Übernahme der Seidenweberei Peter Bircks & Co. in Rheydt durch die bedeutende Pelzzutatenhandlung Gustav Karschinierow, Sitz Düsseldorf, und dessen Bau einer großen Lager- oder Fabrikationshalle, alles bei gleichzeitigem, unerwartetem Umsatzrückgang, musste der damalige Inhaber, Uriel Karschinierow (* 3. Dezember 1938; † 1. Juli 2011), Sohn des Firmengründers Gustav Karschinierow, Konkurs anmelden. Mitarbeiter von Peter Bircks & Co. führten die Weberei noch einige Zeit weiter. Im Jahr 1996 mussten sie die Firma jedoch endgültig aufgeben.

### G. Hollender Söhne
Die zweite bedeutende, noch ältere Pelzseidenweberei, G. Hollender & Söhne, wurde im Jahr 1842 von Gerhard Hollender und Konrad Schelleckes als Seidenfabrik Hollender & Schelleckes gegründet. Die Fabrik und die Auslieferung der Seidengarne für die Heimweber befand sich auf dem Nordwall 55. Die schon früh umfangreichen Exportgeschäfte der Firma Hollender trugen dazu bei, den Namen „Krefelder Seide“ in der Welt zu einem Begriff zu machen.
In den 1890er Jahren beschäftigte Hollender bereits etwa 250 Mitarbeiter, die Heimweber mit eingerechnet. Dem stetig wachsenden Geschäftsvolumen entsprechend wurde das Werk mit den neu entwickelten Webstühlen vollständig mechanisiert. Um die Wende zum 20. Jahrhundert verfügte G. Hollender Söhne über ein ausgedehntes Netz an Auslieferungslagern und Vertretungen in Europa. Das Unternehmen ließ neue und größere Fabrik- und Verwaltungsgebäude auf de Weggenhofstraße erstellen, die neue Weberei ging 1913 in den Betrieb. Kurz nach dem Ersten Weltkrieg übernahm Walther Hollender die Leitung des Betriebs und stellte die kriegsbedingt unterbrochenen europäischen Geschäftsbeziehungen wieder her und baute sie weiter aus.
In vielfältiger Art wurden Naturseide und Reyon gewebt. Im Jahr 1967 wurden über 30 Prozent der Erzeugnisse exportiert. Ein wesentlicher Teil der Produktion befasste sich mit der Herstellung von Leibfutterseiden für die Damen- und Herrenmaßschneiderei. Den Hauptanteil nahm jedoch die Herstellung von Pelzseiden ein, der Wahlspruch der Firma lautete „Zum edlen Pelz die edle Seide“.
Am 8. Oktober 2006 ist die Firma G. Hollender & Söhne erloschen.